# Manteo Mitchell
Manteo Mitchell (Shelby, 6 de julho de 1987) é um atleta norte-americano, especialista nos 400 metros.
Foi medalha de ouro nos 4x400m no Mundial de Istambul 2012.